# Эстнер, Андреас
Андреас Эстнер (род. 3 июля 2000, Мюнхен, Бавария, Германия) — немецкий автогонщик. Выступал в Формуле-3 в сезонах 2019—2020 годов.

## Карьера
Эстнер начал свою гоночную карьеру в картинге в 2013 году. В сезоне 2015 года занял второе место в классе юниоров немецкого турнира Rotax Max Challenge. В сезоне 2016 года перешёл в формульные гонки и дебютировал в Формуле-4 в чемпионате ADAC Формула-4 в составе команды RS Competition. У него был трудный дебютный сезон, в котором только два 17-х места в гонках на Заксенринге и в финале сезона на Хоккенхаймринге были его лучшими гоночными результатами. Эстнер финишировал с нулём очков, заняв 41-е место в чемпионате.
В сезоне 2017 года Эстнер перешёл в команду Neuhauser Racing в рамках ADAC Formula 4. Здесь его результаты несколько улучшились: три четвертых места на Лаузицринге и Нюрбургринге (дважды) стали его лучшими результатами. Частично из-за этого финишировал 17-м в турнирной таблице с 33 очками. Кроме того, Эстнер также выступал в качестве приглашённого гонщика в Итальянской Формуле-4 во время гоночного этапа на автодроме Валлелунга за команду ADM Motorsport, где финишировал 12-м в первой гонке и 20-м во второй гонке, но сошёл с дистанции в третьей гонке. Он также зарегистрировался на финал сезона Формулы-Рено 2.0 NEC на Хоккенхаймринге за команду Anders Motorsport, но не стартовал в гонках. 
В сезоне 2018 года Эстнер провел третий сезон в ADAC Формуле-4 за команду Neuhauser Racing, где сформировал команду со своим младшим братом Себастьяном. Он дважды финишировал пятым в Ошерслебене и Лаузицринге, но, как и его брат, он не участвовал в последних двух гоночных этапах чемпионата. С 28 очками занял 14-е место в турнирной таблице. Оба брата выступали за команду Van Amersfoort Racing на трассе Муджелло в финале сезона Итальянской Формулы-4, где Андреас занял подиум в первой гонке.
В зимнем сезоне 2018-2019 годов Эстнер принял участие в Asian MRF Challenge. Он выиграл две гонки на автодроме Дубай и на Международном автодроме Бахрейна. С 181 очком занял четвёртое место в турнирной таблице. В сезоне 2019 года дебютировал в Формуле-3 за команду Jenzer Motorsport.